# Онда, Масаси
Масаси Онда (яп. 恩田昌史, 27 июня 1939, Кисимура, Япония) — японский хоккеист (хоккей на траве), нападающий, тренер.

## Биография
Масаси Онда родился 27 июня 1939 года в японской деревне Кисимура в префектуре Осака.
Учился в университете Тэнри.
В 1968 году вошёл в состав сборной Японии по хоккею на траве на Олимпийских играх в Мехико, занявшей 13-е место. Играл на позиции нападающего, провёл 8 матчей, забил 1 мяч в ворота сборной Аргентины.
В 1965 году стал менеджером мужской команды университета Тэнри. В 1977 году была создана и женская команда, которая в 1990 году выиграла турнир чемпионов Азии, а также трижды побеждала в японской женской хоккейной лиге.
В 1983 году возглавил женскую сборную Японии. В 1985 году завоевал с ней серебро Кубка Азии, в 1986 году — серебро хоккейного турнира летних Азиатских игр в Сеуле.
В 1991—1994 и 2004—2008 годах вновь тренировал женскую сборную Японии. В 2006 году выиграл с ней серебро хоккейного турнира летних Азиатских игр в Дохе. В 2008 году руководил сборной на летних Олимпийских играх в Пекине, где японки заняли 10-е место.
С 1963 года работал в университете Тэнри. Был секретарём, ассистентом, лектором, доцентом, с 1983 года — профессор.